# 吴相钰
吴相钰（1924年—），男，江西南昌人，中国植物生理学家，曾任北京大学教授、博士生导师。